# Херман III (Липе)
Херман III фон Липе (на немски: Hermann III zur Lippe; * ок. 1233; † 3 октомври 1274) от фамилията Липе е от 1265 до 1274 г. господар на господство Липе.
Той е вторият син на Бернхард III фон Липе († ок. 1265) и първата му съпруга графиня София фон Арнсберг-Ритберг († ок. 1245), наследничка на господство Реда, дъщеря на Готфрид II фон Арнсберг и фон Ритберг. 
Херман III е каноник в Любек и Липщат. Брат е на Бернхард IV († ок. 1265), Герхард († 1260), пропст в Бремен, Дитрих († 1271), каноник в Минден.
След смъртта на баща му между братята Бернхард IV и Херман III започва конфлкт за наследството и те разделят господството Липе. Херман III получава територията около град Липщат и Реда. Бернхард IV († ок. 1265) получава Хорн и източната част на територията на Липе.
Херман III умира бездетен на 3 октомври 1274 г. и господството отново се обединява. Наследник на Херман е племенникът му Симон I, който избира за своя резиденция дворец Браке в Лемго.